# Saint-Mamet-la-Salvetat
Saint-Mamet-la-Salvetat é uma comuna francesa na região administrativa de Auvérnia-Ródano-Alpes, no departamento de Cantal. Estende-se por uma área de 51,04 km². Em 2010 a comuna tinha 1 601 habitantes (densidade: 31,4 hab./km²).